# ゾーンシステム
ゾーンシステムは写真の技法のひとつであり、フィルムへの最適な露出と現像処理を決定するためのものである。アンセル・アダムスとフレッド・アーチャーによって1941年に考案された。
写真家はゾーンシステムを用いることで写真表現の過程と最終結果との関係を正確に決定することができる。
ゾーンシステムは白黒のシートフィルムのために発明された。しかし、ロールフィルムにも、またカラー写真にも、ネガ・リバーサル・デジタル写真のいずれにも適用できる。

## 原理

### 想定（ヴィジュアリゼーション）
表現豊かな写真では、画面内に撮影者の意図によって様々な構成要素が配置され描写される。意図通りの写真を得るためには、「イメージ管理」（カメラの配置、レンズの選択など）と「画像バリュー（プリントの明度）」のコントロールとが必要である。ゾーンシステムでは画像バリューのコントロールを扱い、画面内の明部と暗部のバリューを確実に意図通りに描写できるようにする。露出前に最終結果を予測することは、「想定（ヴィジュアリゼーション）」と呼ばれる。

### 露出の決定
ほぼ全ての被写体は輝度の異なるいくつかの部分を含む。したがって「露出」は実際には複数の異なる露出から成る。露出時間は各部分で全て等しいものの、各部分の輝度によって画面の照度は幅を持つ。
多くの場合、露出は反射光露出計によって決定される。最初期の露出計は画面全体の平均輝度を測っており、露出計の校正は屋外の風景を撮影するのに適正な露出を基準として行われた。しかし、もし画面内に反射率が非常に高い（または低い）部分がある場合や、ハイライト（またはシャドウ）の面積が非常に広い場合には、「有効な」平均反射率は「典型的な」画面でのものとは根本的に異なり、望み通りの描写は得られない。
平均測光では輝度が均一な場合と明暗両要素から成る場合とを区別できない。したがって、露出が平均測光によって決定された場合、個々の構成要素の露出はそれぞれの反射率と有効平均反射率との関係で決まる。例えば反射率4%の暗い物体は、有効平均反射率20%の場面に置かれた場合と12%の場面とでは異なった露出を与えられることになる。晴れた日の風景では、暗い物体の露出は日向と日陰のどちらに置かれているかによっても変わる。場面と撮影者の目的によって、上記の露出のいずれを用いてもよい。しかし、場合によっては、撮影者が暗い物体を特定の描写にコントロールしたい場合もある。これは画面全体の平均測光では不可能ではないとしても難しい。特定の要素の描写をコントロールするのが重要な場合には別の測光方法が必要とされる。
構成要素を個別に測光することは可能ではあるものの、露出計が示す値はその要素を中間色グレーに描写するための物であり、暗い物を黒く描写する通常の目的には合わない。意図通りに描写するためには補正が必要となる。

### 露出ゾーン
ゾーンシステムでは測光は画面内の個々の構成要素ごとに行われ、測光されているものについての写真家の知識に基づいて露出が決定される。例えば積もったばかりの雪と黒い馬とでは露出が変わることを写真家は知っている一方、露出計はその違いを判断できない。ゾーンシステムに関しては多くの解説が書かれてきたが、コンセプトは「写真家の想定に基づき、明るいものは明るく、暗いものは暗く描写する」という非常に単純なものである。ゾーンシステムでは様々な明るさの被写体を、ゾーンと呼ばれる0から10の数値に割り振る。0は完全な黒、10は純白に対応する。ゾーンを他の数値と見分けやすくするために、アダムスとアーチャーはアラビア数字ではなくローマ数字を用いることにした。厳密に言うと、ゾーンは露出を指すものであり、ゾーンVの露出（露出計が示す値）は最終的な画面では中間色グレーとなる。各ゾーンは隣り合うゾーンとは2倍の比であり、従ってゾーンIの露出はゾーン0の2倍である。つまり、ゾーンをひとつ変えることは露出を1段変えることに等しく、標準的なカメラのシャッター速度や絞りの調整に対応する。測光にはEV値 (en) を表示できる露出計を用いると、1EVの変化が1ゾーンの変化に対応するため便利である。
多くの小型カメラや中判カメラは露出比較 (en) の機能を備えており、スポット測光が備わっている場合には特に、ゾーンシステムに有効に用いることができる。ただし、適正な結果を得るためには画面内の各要素を注意深く測光して適切な補正をする必要がある。

### ゾーンと実世界とプリント
プリントと実際の光景との関係はネガとプリント作業との特性によって決定される。
通常、ある印画紙において適切なプリントが得られるような適正露出のネガとなるようにネガへの露出と現像とが決定される。
ゾーンは露出と直接関係しているものの、想定が関係しているのは最終結果である。白黒写真のプリントでは視覚の世界を漆黒から純白へと連なる階調によって表す。プリント上に表せる全ての階調を黒から白までのグラデーションで以下に示す。

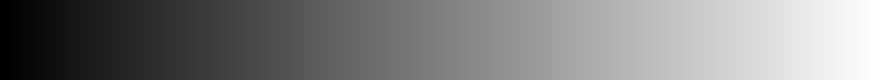
Full Tonal Gradation

これに基づいてゾーンを作る。まず、階調のグラデーションを等間隔な11段階に区切る。

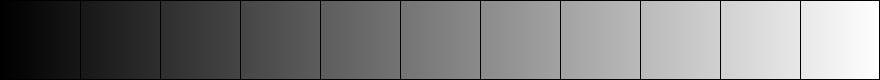
11段階のグラデーション

註：正しく明暗のグラデーションを表示するためにはコンピュータのモニタ輝度とコントラストを調整する必要があるかもしれない。
次に、各セクションを1つの階調で代表させる。
|  |  |  |  |  |  |  |  |  |  |  |

そして、各ゾーンを0（黒）からローマ数字のX（白）までで表す。
| 0 | I | II | III | IV | V | VI | VII | VIII | IX | X |

### 階調と質感としてのゾーン
アダムス（1981, p. 52）はネガについての露出スケールを3つに区別している：
黒から白までの全範囲ゾーン0からゾーンXとして示される。
ダイナミック・レンジゾーンIからゾーンIXまでを指し、アダムスはこれを「利用可能な」ネガ濃度となる最大の暗さ・明るさとみなしていた。
テクスチュアル・レンジゾーンIIからゾーンVIIIまでを指す。質感を得られ材質を認識できる範囲である。
ネガ上ではゾーンXII以上についてさえも細部を記録できるものの、その情報をプリント上に表現するのは通常の処理では非常に難しい、とアダムスは記している。
またアダムス（1981, p. 60）は、ゾーンスケールと典型的な風景要素との対応関係も示している：
| ゾーン | 説明                                                           |
| ------ | -------------------------------------------------------------- |
| 0      | 完全な黒。                                                     |
| I      | ほぼ黒。わずかに階調があるものの質感は無い。                   |
| II     | 質感のある黒。画面上で細部が示される最も暗い領域。             |
| III    | 平均的な黒さ・暗さであり、十分な質感を持つ。                   |
| IV     | 平均的な暗さの葉・黒い石・風景の影の部分など。                 |
| V      | 中間のグレー。晴れた北の空・黒い皮膚・平均的な樹皮など。       |
| VI     | 平均的な白人の肌・明るい色の石・晴れた雪景色の影の部分など。   |
| VII    | 非常に明るい肌・雪景色の影のうち横から強く照らされた部分など。 |
| VIII   | 質感を持つ最大の明るさ。質感のある雪など。                     |
| IX     | 僅かに階調があるものの質感は無い。輝く雪など。                 |
| X      | 純白。光源・鏡面反射など。                                     |

映画撮影では通常、風景のうちゾーンIIIとなる部分は質感のある黒となり、ゾーンVIIとなる物は質感のある白となる。言い換えると、白い紙に書かれた文字が読めるようにするためには、白がゾーンVIIとなるように照明と露出とを決めなければならない。ただし、これは一般的な方法を簡単にまとめたものである。特性曲線の傾き加減はフィルムごとに異なり、映画撮影者は個々のフィルムが黒から白までの全被写体をどう表すかを知っておく必要がある。

## 技法

### 実効フィルム感度
白黒フィルムの規格である ISO 6:1993 では、実用されているものとは違う可能性のある現像方法が標準として指定されている（より古い規格である ANSI PH2.5-1979 などでも化学薬品と現像方法が指定されている）。したがって、ゾーンシステムの実践者はフィルム・現像液・引き伸ばし機の方式の組み合わせごとにフィルム感度を求める必要がある場合が多い。その場合の感度は通常、ゾーン I を基準とする。ゾーンシステムでの感度の求め方は ISO での方法と概念としては似ているものの、ゾーンシステムでの感度は ISO 感度ではなく実効感度である。

### 露出
明るい光の下での黒い物は暗い光の下での白い物と同じ量の光を反射しうる。人間の目には両者はまったく違って見えるものの、露出計は反射光の強さを測るだけなので、測定値通りの露出では両者ともゾーンVとして描写される。ゾーンシステムではそれらを写真家の望み通りに描写するための直接的な手段を提供する。画面内で鍵となる要素を決め、それを希望するゾーンに「配置」する。画面内のそれ以外の要素は落ち着くところに落ち着くがままにする。ネガフィルムの場合はシャドウのディテイルを重視する場合が多い。したがって、手順は以下のようになる。
1. ディテイルが必要な最も暗い領域を想定し、その領域をゾーンIIIに配置する。ゾーンIIIに対する露出は重要である。なぜなら、もし露出不足だとシャドウのディテイルが不十分な画像となるためである。露出の際に記録されなかったシャドウのディテイルを後から付け加える手段はない。
2. ゾーンIIIに想定された領域を露出計で注意深く測定し、測定値を記録する。
3. 記録した測定値を、ゾーンVではなくゾーンIIIに配置されるように補正する。そのためには測定値より2段減らして露出すればよい。

### 現像
フィルム・現像液・印画紙の組み合わせごとに適正露出のネガを適度にプリントできる「標準」現像時間がある。多くの場合、それは濃度がネガに記録されたとおりに（例えばゾーンVはゾーンVとして、ゾーンVIはゾーンVIとして）プリント上に表現されることを意味する。通常、最適なネガ現像は印画紙の種類や号数によって異なる。
プリント上に全ての階調が表されているのが望ましい場合が多く、それは低コントラストの被写体を撮ったネガをもし標準現像したとすると不可能である。しかし、全階調を表現可能にするために現像をより進行させてネガのコントラストを上げることが可能である。この技法は「増感」として知られており、「プラス」現像や「N+」現像と表現される。プラス現像の方法は写真家ごとに異なる。アダムスはゾーンVIIを「持ち上げ」てプリント上でゾーンVIIIに配置されるようにし、それを「N + 1」現像と表現した。
逆に言うと、もし高コントラストの被写体を撮ったネガを標準現像したとすると、望ましいディテイルはシャドウ部かハイライト部のどちらかで失われ、荒いプリントになるだろう。しかし、ゾーンIXに配置された要素をプリント上でゾーンVIIIとして描写するために現像を減らすことができる。この技法は「減感」として知られており、「マイナス」現像や「N-」と表現される。1ゾーン分異なる結果が得られる場合を通常は「N - 1」現像と呼ぶ。
「N + 2」や「N - 2」現像やさらに大きな調節も場合によっては可能である。
現像がネガ濃度の高い領域に及ぼす影響は大きく、そのため低バリュー域への影響を最小限にして高バリュー域を調節することが可能である。増減感におけるこの効果はゾーンVIIIより暗い階調では次第に弱くなる（もしくは高バリュー域の調節に任意のバリューを用いる）。
N+やN−現像のための実際の現像方法は、体系立った試行で決めるか、信頼できるゾーンシステムの書籍に載っている現像時間表を参照する。

### 追加の暗室処理
アダムスは通常、プリントにセレニウム調色を行っていた。プリント処理の際、セレニウム調色剤は保存剤として働き、プリントの色を変化させる。しかしアダムスは、最終的なプリントにおける階調の幅をほぼ1ゾーン分広げることを主目的としてこれをわずかに用いることにより、暗部のディテールを残しつつより豊かな黒の階調を得た。
また、アダムスは最終的なプリントの一部を明るくしたり暗くしたりするための覆い焼き・焼き込みの技法についても述べている。
ゾーンシステムでは、露出から暗室でのプリント処理までの全ての変数を調整する必要がある。プリント作業は一連の処理の最後の一歩であり、露出やフィルム現像と同じく重要なものである。写真家は修練を積むことによりシャッターを切り終える以前に最終的なプリントを想定できるようになる。

## シートフィルム以外への適用

### ロールフィルム
各コマのネガが個別に現像されるシートフィルムとは異なり、ロールフィルムでは1本のフィルム全体が一度に現像される。そのため、コマ単位でN+ や N- の現像を変えることは通常は不可能である。
画面内の主要な要素を希望するゾーンにし、その他の要素は成るがままにする。それでもコントラストは印画紙の号数を変えることでいくらか調整可能である。アダムス（1981, pp. 93-95）はロールフィルムでのゾーンシステムの使い方を説明している。1本のフィルムが様々なコントラスト下で撮影されている場合、シャドウの詳細が描写されるのに十分な露出を与え、N - 1 の現像を推奨している。これはハイライトのフィルム濃度が高くなりすぎたり粒状性が悪くなったりしないようにするためである。

### カラーフィルム
色シフトが起こるためカラーフィルムの現像時間は通常変えられない。ゾーンシステムをカラーフィルムに適用する場合の方法は白黒ロールフィルムと同様であり、ただし露出レンジがやや狭いため、黒から白までのゾーンの数が少ない。カラーリバーサルフィルムの露出スケールはカラーネガフィルムより小さく、露出の決定方法も通常は異なり、シャドウよりもハイライトを重視するため、シャドウ濃度は成るがままにされる。露出レンジに関わらず、露出計の測定値はゾーンVを指す。アダムス（1981, pp. 95-97）は、カラーフィルムへの適用方法をネガとリバーサルの両方について説明している。

### デジタル写真
フィルム写真同様、ゾーンシステムはデジタル写真にも適用できる。アダムス自身、デジタル写真の出現を予期していた（1981, p. xiii）。通常はカラーのリバーサルフィルムと同様に、ハイライトのために露出しシャドウのために処理する、という手順に従う。
近年まで、デジタル撮像素子のダイナミックレンジは白黒フィルムより狭いカラーフィルムよりもさらに狭かった。しかし、種類が増えるとともにダイナミックレンジは広くなってきた。
最終的な階調の幅は表示手段の特性に依存する。モニタのコントラスト比は、種類（CRTやLCDなど）・型番・色調整によって大きな差が出る。プリンターの出力階調はインク色数や紙質による。同様に、伝統的な写真プリントでも濃度レンジは印画紙の特性や処理に依存する。

### ヒストグラム
ハイエンドのデジタルカメラはほとんどが画面内の階調分布のヒストグラムを表示できる。これは横軸を明るさ・縦軸を画素の数として階調分布を表したグラフで、素材となる階調豊かな画像を得るために、すべての階調が撮れたかどうかや露出を調整する必要があるかを判断するのに用いられる。

## ゾーンシステムへの誤解
ゾーンシステムへの初期の評価は、複雑で、理解しがたく、実際の撮影状況や機材に適用するには実用的でない、と言うものだった。これらの難点のほとんどはおそらく、アダムスの初期の著作がプロの編集者の助けを得ずに書かれたことによる。後にアダムス（1985, p. 325）は、それは過ちだった、とした。Picker は、プロセスを啓蒙する助けとなる簡潔な扱いを提供した。アダムスが後の1980年代初頭に（Robert Baker の執筆協力で）出版した Photography Series は、普通の写真家にとってはるかに理解しやすい物になっている。
ゾーンシステムは特定の写真材料に対してしか適用できない、と思われることが多い。例えば白黒シートフィルムと白黒プリントなどである。アダムス（1981, p. xii）は、もし新しい写真材料が使えるようになれば、ゾーンシステムは捨て去られると言うよりそれに適応する、と示唆している。デジタル時代を予期して彼は、

「電子画像が次の大きな前進になるだろうと私は信じています。そういったシステムは、それ自体に固有で逃れ難い構造的特徴を持つでしょうし、作家も理論的実践者もそれを理解しコントロールするためにもう一度努力する必要があるでしょう」

と述べている。
さらに他には、ゾーンシステムは創造性を犠牲にしてテクニックに重点を置いている、と言う誤解もある。実践者の中にはゾーンシステム自体の中に終着点があるかのように扱う者もいる。しかしアダムスは、ゾーンシステムとは最終目的というより「可能にする」技法である、とはっきり示している。

## 参考となる文献
- 中島秀雄・田中益男『ゾーンシステム・ハンドブック』朝日ソノラマ、2004年3月。ISBN 978-4257036913。
- Farzad, Bahman. The Confused Photographer’s Guide to Photographic Exposure and the Simplified Zone System. 4th ed. Birmingham, AL: Confused Photographer’s Guide Books, 2001. ISBN 0966081714
- Johnson, Chris. The Practical Zone System, Fourth Edition: For Film and Digital Photography. 4th ed. Boston: Focal Press, 2007. ISBN 0240807561
- Lav, Brian. Zone System: Step-by-Step Guide for Photographers. Buffalo, NY: Amherst Media, 2001. ISBN 1584280557